# 達格瑪 (蒙大拿州)
達格瑪（英語：Dagmar）是位於美國蒙大拿州謝里敦縣的非建制地區。

## 歷史
達格瑪的郵局自1907年營運至今。

## 地理
達格瑪所處的海拔為高於海平面620米（即2034英呎），而該地所採用的時區為UTC-6，即北美山地時區（MST）。同時該地設有夏令時間，為UTC-7調快一小時，即UTC-6（MDT）。